# Oude Tivoli
Het Oude Tivoli was een voetbalstadion in de Duitse stad Aken aan de Krefelderstraße en was thuisbasis van de voetbalclub Alemannia Aachen. Het stadion werd op 3 juni 1928 geopend. Er werd één interland gespeeld en wel op zondag 19 december 1982 de EK kwalificatie wedstrijd Malta - Nederland (0-6) voor 18.000 toeschouwers.
In de loop der jaren werd het stadion verschillende malen uitgebreid en vernieuwd. In het seizoen 2003-2004 werden de stadionlampen in de vier lichtmasten vervangen voor lampen met de dubbele licht opbrengst, alle kuipstoeltjes werden vervangen, een LED scorebord geplaatst en ten slotte veldverwarming aangelegd. In het laatste seizoen 2008-2009 had het stadion een capaciteit van 21.300 plaatsen. In juni 2009 werd het stadion vervangen door het nabijgelegen Neuer Tivoli. Op 1 juli 2011 werd met de sloop van het oude stadion begonnen om plaats te maken voor een nieuwbouwwijk. De sloopwerkzaamheden duurden tot oktober 2011.

## Externe links

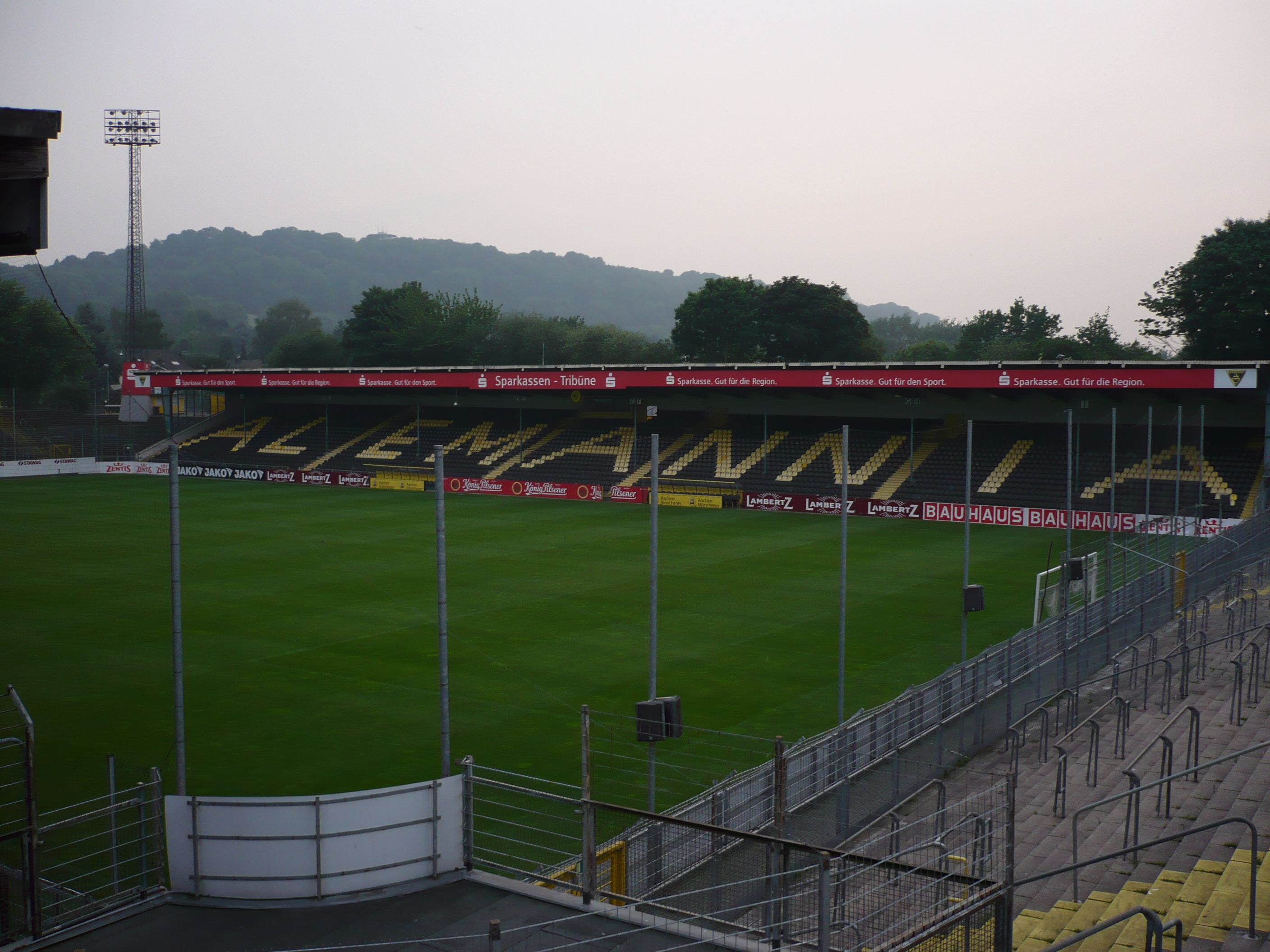
Tivoli Hoofdtribune